# Do You Know? (The Ping Pong Song)
"Do You Know? (The Ping Pong Song)" là đĩa đơn đầu tiên trích từ album tiếng Anh thứ tư Insomniac của Enrique Iglesias được viết bởi chính anh, Sean Garrett, Munich B*stard và Carlos Paucar. Bài hát có giai điệu rất đặc trưng khi sử dụng tiếng nảy bật của trái bóng bàn làm đoạn nhạc dạo đầu. Đây cũng là đĩa đơn đánh dấu sự trở lại của Iglesias sau 3 năm vắng bóng kể từ album 7, năm 2003. Bài hát còn có phiên bản tiếng Tây Ban Nha là Dímelo.

## Video clip
Video clip của "Do You Know? (The Ping Pong Song)" được đạo diễn bởi Jesse Terrero, là video thành công thứ hai của Iglesias trên TRL khi đạt vị trí #2 và ở trên bảng xếp hạng này nhiều ngày liền.
Video bắt đầu với cảnh Iglesias cùng người quản lý của anh do Mike Boogie đóng đến gặp một đạo diễn video nổi tiếng do Jon Abrahams đóng. Trong căn phòng, Abrahams được bao quanh bởi các cô gái trong trang phục bốc lửa. Một số thì âu yếm với ông còn số khác thì chơi bóng bàn. Ông cùng với Iglesias bàn về nội dung của video clip cho đĩa đơn mới nhất của anh. Đó là một video được quay ở quán nước bên hồ bơi. Iglesias cảm thấy thích thú cô bồi bàn mặc bikini do Pamela Burgos đóng và Burgos cũng có cảm giác đó với anh. Thế là hai người ân ái với nhau trong một khách sạn. Trước đó, Burgos đã xảy ra tranh cãi với người yêu và mém bị xe ô tô đụng phải khi băng qua đường không cẩn thận. Toàn bộ những cảnh ấy được quay bằng phim trắng đen và đặt xen kẽ với cảnh Iglesias mặc comple đen uống rượu ở quầy bar.
Trong khi Iglesias đang hứng thú với nội dung của video thì Abrahams lại dẫn dắt anh và Boogie đến một ý tưởng mới. Đó là một video được quay trong một khu rừng vào ban đêm. Iglesias và bạn gái của mình, do Yesica Toscanini đóng, rượt đuổi nhau rồi dừng lại dưới gốc cây. Anh và Toscanini ôm nhau nhưng bỗng dưng cô nàng luồng qua vai anh rồi chạy đến bờ vực. Toscanini bảo với Iglesias rằng "I love you" làm anh rất hài lòng nhưng rồi anh bỗng hoảng hốt bởi trò chơi dường như đã đi quá xa khi cô nàng thả lỏng người ra sau và lao xuống vực mất tăm. Lại một lần nữa Abrahams cắt ngang dòng suy tưởng của anh khi kết thúc video ở đó. Iglesias tỏ vẻ khó chịu và lầm bầm phàn nàn với Boogie một câu tiếng Tây Ban Nha "Ese cabrón está loco" để chê bai ý tưởng ngu ngốc của Abrahams. Video kết thúc với cảnh Iglesias và Boogie khó chịu bỏ đi trong khi Abrahams lại vui vẻ khẳng định với các cô gái rằng họ rất thích những ý tưởng đó.

## Bảng xếp hạng

### Xếp hạng tuần
| Bảng xếp hạng (2007)                                         | Vị trí cao nhất |
| ------------------------------------------------------------ | --------------- |
| Áo (Ö3 Austria Top 40)                                       | 8               |
| Bỉ (Ultratop 50 Flanders)                                    | 9               |
| Bỉ (Ultratop 50 Wallonia)                                    | 8               |
| Canada (Canadian Hot 100)                                    | 19              |
| Cộng hòa Séc (Rádio Top 100)                                 | 1               |
| Đan Mạch (Tracklisten)                                       | 5               |
| Châu Âu Hot 100 Singles (Billboard)                          | 2               |
| Pháp (SNEP)                                                  | 9               |
| Đức (GfK)                                                    | 6               |
| Hungary (Rádiós Top 40)                                      | 3               |
| Ireland (IRMA)                                               | 2               |
| Hà Lan (Dutch Top 40)                                        | 2               |
| Na Uy (VG-lista)                                             | 15              |
| Slovakia (Rádio Top 100)                                     | 7               |
| Thụy Điển (Sverigetopplistan)                                | 3               |
| Thụy Sĩ (Schweizer Hitparade)                                | 4               |
| artist LÀ BẮT BUỘC CHO UKsinglesbyname                       | 3               |
| Hoa Kỳ Billboard Hot 100                                     | 21              |
| Hoa Kỳ Hot Latin Songs (Billboard) Spanish version: "Dímelo" | 1               |
| US Tropical Songs (Billboard) Spanish version: "Dímelo"      | 1               |
| Hoa Kỳ Pop Airplay (Billboard)                               | 39              |
| Hoa Kỳ Dance Club Songs (Billboard)                          | 3               |

### Xếp hạng cuối năm
| Bảng xếp hạng (2007)             | Vị trí |
| -------------------------------- | ------ |
| Austrian Singles Chart           | 42     |
| Belgian (Flanders) Singles Chart | 31     |
| Belgian (Wallonia) Singles Chart | 40     |
| Dutch Singles Chart              | 11     |
| German Singles Chart             | 41     |
| Swedish Singles Chart            | 20     |
| Swiss Singles Chart              | 14     |
| UK Singles Chart                 | 26     |
| Bảng xếp hạng (2008)             | Vị trí |
| French Singles Chart             | 63     |

## Chứng nhận
| Quốc gia                                                                           | Chứng nhận | Số đơn vị/doanh số chứng nhận |
| ---------------------------------------------------------------------------------- | ---------- | ----------------------------- |
| Đan Mạch (IFPI Đan Mạch)                                                           | Bạch kim   | 10,000^                       |
| Ireland (IRMA)                                                                     | Bạch kim   | 15,000^                       |
| Anh Quốc (BPI)                                                                     | Bạc        | 200,000^                      |
| Hoa Kỳ (RIAA)                                                                      | Bạch kim   | 1,000,000^                    |
| * Chứng nhận dựa theo doanh số tiêu thụ. ^ Chứng nhận dựa theo doanh số nhập hàng. |            |                               |